# España en los Juegos Mundiales de Breslavia 2017
España fue uno de los 102 países que participaron en los Juegos Mundiales de 2017 que se celebraron en Breslavia, Polonia.
La delegación española estuvo compuesta por un total de 72 atletas quienes en esta edición ganaron un total de 14 medallas, 3 de oro, cuatro de plata y 7 de bronce, las cuales pusieron a su país en la posición 21 del medallero general.
| Oro | Plata | Bronce |
| --- | ----- | ------ |
| 3   | 4     | 7      |

## Delegación

### Baile deportivo

#### Baile latino
| Atleta                       | Primera ronda | Primera ronda | Primera ronda | Primera ronda | Primera ronda | Semifinal | Semifinal   | Semifinal | Semifinal | Semifinal | Final | Final       | Final | Final     | Final | Posición |
| Atleta                       | Samba         | Cha cha cha   | Rumba         | Pasodoble     | Jive          | Samba     | Cha cha cha | Rumba     | Pasodoble | Jive      | Samba | Cha cha cha | Rumba | Pasodoble | Jive  | Posición |
| ---------------------------- | ------------- | ------------- | ------------- | ------------- | ------------- | --------- | ----------- | --------- | --------- | --------- | ----- | ----------- | ----- | --------- | ----- | -------- |
| Parejas                      |               |               |               |               |               |           |             |           |           |           |       |             |       |           |       |          |
| Rosa Carné y Guillem Pascual | 5             | 5             | 5             | 5             | 8             | 6         | 5           | 5         | 7         | 7         | 5     | 5           | 5     | 6         | 6     | 5        |

#### Baile Standard
| Atleta                             | Primera ronda | Primera ronda | Primera ronda | Primera ronda | Primera ronda | Repesca | Repesca | Repesca     | Repesca | Repesca   | Semifinal | Semifinal | Semifinal   | Semifinal | Semifinal | Final      | Posición |
| Atleta                             | Vals          | Tango         | Vals vienés   | Foxtrot       | Quickstep     | Vals    | Tango   | Vals vienés | Foxtrot | Quickstep | Vals      | Tango     | Vals vienés | Foxtrot   | Quickstep | Final      | Posición |
| ---------------------------------- | ------------- | ------------- | ------------- | ------------- | ------------- | ------- | ------- | ----------- | ------- | --------- | --------- | --------- | ----------- | --------- | --------- | ---------- | -------- |
| Parejas                            |               |               |               |               |               |         |         |             |         |           |           |           |             |           |           |            |          |
| Adrián Esperón y Patricia Martínez | 12            | 13            | 12            | 18            | 18            | 3       | 7       | 3           | 1       | 7         | 14        | 14        | 13          | 14        | 14        | eliminados | 14       |

#### Salsa
| Parejas                                 |       |   |       |   |       |   |   |
| Juan Alejandro Pallares y Magalí Piedra | 29.33 | 5 | 31.80 | 3 | 32.17 | 5 | 5 |

### Balonmano playa
| Categoría        | Femenina |
| ---------------- | --- |
| Plantel          | Asunción Batista Portero Raquel Caño Domínguez Cristina Conejero Galán Patricia Conejero Galán María Luisa García Toro Sara Hernández Torrico Silvia Lladró Fernández Andrea Sánchez Barrios María del Carmen Sánchez Hernández Sonora Lucía Solano Caballero |
| Fase de grupos   | # 2:1 (15:11, 9:13, 5:4) # 2:0 (15:6, 20:8) # 0:2 (9:13, 10:12) |
| Cuartos de final | # 2:0 (16:12, 17:10) |
| Semifinal        | # 0:2 (13:17, 14:15) |
| Tercer puesto    | # 2:1 (13:10, 11:13, 6:2) |
| Posición         | Medalla de bronce |

### Billar
| Varonil               |                         |                 |       |               |           |                |           |                 |           |                |           |           |
| David Alcaid          | Pool                    | # Shaun Wilkie  | 2:11  | # Pin Yi Ko   | 9:11      | eliminado      | eliminado | eliminado       | eliminado | eliminado      |           |           |
| Javier Palazón        | Carambola a tres bandas | # Hugo Patino   | 19:40 | eliminado     | eliminado | eliminado      | eliminado | eliminado       | eliminado | eliminado      | eliminado | eliminado |
| Daniel Sánchez Gálvez | Carambola a tres bandas | # David Tonojan | 40:9  | # Hugo Patino | 40:32     | # Sameh Sidhom | 40:16     | # Marco Zanetti | 40:33     | Medalla de oro |           |           |

### Bochas
| Femenil                                              |                      |    |   |                                                      |       |                             |            |                                                                      |            |                   |
| Verónica Martínez Latorre                            | Petanca de precisión | 57 | 6 | -                                                    | -     | eliminada                   | eliminada  | eliminada                                                            | eliminada  | 6                 |
| Verónica Martínez Latorre y María José Pérez Adelino | Petanca doble        | –  | – | # Vonifanja Rakotoalijohn e Ifidimalala Razanapanala | 6:13  | eliminadas                  | eliminadas | eliminadas                                                           | eliminadas | eliminadas        |
| Verónica Martínez Latorre y María José Pérez Adelino | Petanca doble        | –  | – | # Anne Maillard y Caroline Bourriaud                 | 0:13  | eliminadas                  | eliminadas | eliminadas                                                           | eliminadas | eliminadas        |
| Verónica Martínez Latorre y María José Pérez Adelino | Petanca doble        | –  | – | -                                                    |       | eliminadas                  | eliminadas | eliminadas                                                           | eliminadas | eliminadas        |
| Varonil                                              |                      |    |   |                                                      |       |                             |            |                                                                      |            |                   |
| Manuel Romero                                        | Petanca de precisión | 69 | 7 | -                                                    | -     | eliminada                   | eliminada  | eliminada                                                            | eliminada  | 7                 |
| Enrique Catalán y Manuel Romero                      | Petanca doble        | –  | – | # Henri Lacroix y Philippe Quintais                  | 9:13  | # Diego Rizzi y Fabio Dutto | 8:13       | # Andriamahandry Tafita Angello Mickael y Limasoon Solo Rasamimanana | 13:5       | Medalla de bronce |
| Enrique Catalán y Manuel Romero                      | Petanca doble        | –  | – | # Morten Junge Olsen y Anders Enlardsen              | 11:6  | # Diego Rizzi y Fabio Dutto | 8:13       | # Andriamahandry Tafita Angello Mickael y Limasoon Solo Rasamimanana | 13:5       | Medalla de bronce |
| Enrique Catalán y Manuel Romero                      | Petanca doble        | –  | – | # Henri Lacroix y Philippe Quintais                  | 11:10 | # Diego Rizzi y Fabio Dutto | 8:13       | # Andriamahandry Tafita Angello Mickael y Limasoon Solo Rasamimanana | 13:5       | Medalla de bronce |

### Deportes aéreos
| Mixto                       |                  |    |    |    |    |    |    |    |    |    |     |    |
| Ramón Morillas              | Slalom Paramotor | 13 | 15 | 12 | 12 | 9  | 11 | 9  | 12 | 15 | 108 | 14 |
| Vicente Palmero             | Slalom Paramotor | 9  | 8  | 6  | 3  | 6  | 1  | 1  | 4  | 9  | 47  | 5  |
| Víctor Rodríguez Santamarta | Slalom Paramotor | 7  | 9  | 7  | 8  | 10 | 3  | 12 | 4  | 4  | 65  | 7  |

### Escalada
| Varonil                  |      |      |   |           |           |   |
| Ramón Julián Puigblanque | Lead | 9,50 | 9 | Eliminado | Eliminado | 9 |

### Esquí acuático
| Varonil       |                        |       |   |       |   |           |           |           |           |           |
| Jordan Darwin | Wakeboard estilo libre | 29.11 | 5 | 30.78 | 5 | Eliminado | Eliminado | Eliminado | Eliminado | Eliminado |

### Gimnasia

#### Aeróbica
| Atleta                    | Categoría | Claisficación | Claisficación | Final  | Final    | Posición       |
| Atleta                    | Categoría | Puntos        | Posición      | Puntos | Posición | Posición       |
| ------------------------- | --------- | ------------- | ------------- | ------ | -------- | -------------- |
| Eventos mixtos            |           |               |               |        |          |                |
| Vicente Lli y Sara Moreno | Parejas   | 22.450        | 1             | 22.550 | 1        | Medalla de oro |

#### Rítmica
| Atleta            | Categoría         | Clasificación | Clasificación | Final     | Final     | Posición |
| Atleta            | Categoría         | Puntos        | Posición      | Puntos    | Posición  | Posición |
| ----------------- | ----------------- | ------------- | ------------- | --------- | --------- | -------- |
| Femenil           |                   |               |               |           |           |          |
| Sara Llana García | Pelota individual | 11.200        | 21            | Eliminada | Eliminada | 21       |
| Sara Llana García | Clavas individual | 11.950        | 20            | Eliminada | Eliminada | 20       |
| Sara Llana García | Aro individual    | 13.600        | 20            | Eliminada | Eliminada | 20       |
| Sara Llana García | Lazo individual   | 10.200        | 21            | Eliminada | Eliminada | 21       |

#### Trampolín
| Femenil                       |                        |        |   |            |            |   |
| Claudia Prat y Cristina Sainz | Trampolín sincronizado | 82.350 | 9 | eliminadas | eliminadas | 9 |
| Varonil                       |                        |        |   |            |            |   |
| Daniel Pérez                  | Mini trampolín doble   | 72.200 | 3 | 64.200     | 6          | 6 |

### Ju-Jitsu
| Varonil                     |               |              |      |                   |       |                                     |      |                  |      |   |
| Christian Álvares Fernández | Combate 94 kg | # Rafal Riss | 0:50 | # Makrem Saanouni | 16:10 | # Alexander Didier Georges Fromange | 0:50 | # Dejan Vukcevic | 0:50 | 4 |

### Karate
| Varonil                   |               |                          |     |                 |     |                      |     |                   |     |                        |     |                   |
| Damián Quintero Capdevila | Kata          | # Ilja Smorguner         | 5:0 | # Mattia Busato | 5:0 | # Ryo Kiyuna         | 0:5 | # Antonio Díaz    | 4:1 | # Ryo Kiyuna           | 0:5 | Medalla de plata  |
| Matías Gómez García       | Kumite 60 kg. | # Geoffrey Berens        | 4:0 | # Emad Almalki  | 3:0 | # Firdosi Farzaliyev | 0:0 | # Amir Mehdizadeh | 0:7 | # Douglas Santos Brose | 1:1 | Medalla de bronce |
| Femenil                   |               |                          |     |                 |     |                      |     |                   |     |                        |     |                   |
| Sandra Sánchez Jaime      | Kumite 60 kg. | # Kamila Manel Hadj Said | 5:0 | # Kiyou Shimizu | 2:3 | # Sarah Sayed        | 5:0 | # Sandy Scordo    | 5:0 | # Kiyou Shimizu        | 1:4 | Medalla de plata  |

### Kayak polo
| Categoría         | Varonil |
| ----------------- | --- |
| Plantel           | Alejandro Casal Dasilva Vicente Claramonte Ballester Sergio Corbella Trillo Víctor González Azpiazu Alejandro Gordo Herrero Ángel Gordo Herrero Andrián Hermida Alejandro Valls Valls |
| Fase de grupos    | # 3:2 # 7:4 # 4:3 # 2:2 # 10:1 # 7:6 |
| Semifinal         | # 2:3 |
| Medalla de bronce | # 2:1 |
| Posición          | Medalla de bronce |

### Muay thai
| Varonil        |       |                     |       |                |           |                    |           |                  |           |           |           |           |           |
| Kevin Martínez | 54 kg | # Pranom Sung-Ngoen | 29:28 | # Deokjae Yoon | 29:28     | # Elaman Sayasatov | 27:30     | Medalla de plata |           |           |           |           |           |
| Femenil        |       |                     |       |                |           |                    |           |                  |           |           |           |           |           |
| Atenea Flores  | 51 kg | # Bui Yen Li        | 27:30 | eliminada      | eliminada | eliminada          | eliminada | eliminada        | eliminada | eliminada | eliminada | eliminada | eliminada |

### Natación con aletas
| Atleta                  | Categoría     | Final   | Final    | Posición |
| Atleta                  | Categoría     | Tiempo  | Posición | Posición |
| ----------------------- | ------------- | ------- | -------- | -------- |
| Femenil                 |               |         |          |          |
| Silvia Barnes Corominas | 50 m Bialetas | 22.19 s | 7        | 7        |

### Orientación
| Masculino     |                 |              |    |
| Andreu Blanes | Sprint          | 15:29,90 min | 9  |
| Andreu Blanes | Media distancia | 40:20,00 min | 29 |

### Patinaje artístico
| Atleta         | Disciplina | Programa corto | Programa largo | Posición         |
| -------------- | ---------- | -------------- | -------------- | ---------------- |
| Varonil        |            |                |                |                  |
| Sergio Canales | Libre      | 84.600         | 327.000        | 4                |
| Femenil        |            |                |                |                  |
| Mónica Gimeno  | Libre      | 96.000         | 370.800        | Medalla de plata |

### Patinaje sobre ruedas

#### Pista
| Femenil       |                                |          |    |              |   |              |   |                |                |                |                |                |                |
| Sheila Posada | Contrarreloj 300 m.            | 27,602 s | 17 | –            | – | –            | – | eliminada      | eliminada      | eliminada      |                |                |                |
| Sheila Posada | 500 m Sprint                   | –        | –  | 45,483 s     | 2 | 45,666 s     | 4 | eliminada      | eliminada      | eliminada      | eliminada      | eliminada      |                |
| Sheila Posada | 1000 m Sprint                  | –        | –  | 1:30,111 min | 3 | 1:30,997 min | 7 | eliminada      | eliminada      | eliminada      | eliminada      | eliminada      |                |
| Maite Ancín   | 1000 m Sprint                  | –        | –  | 1:29,686 min | 2 | 1:30,502 min | 5 | eliminada      | eliminada      | eliminada      | eliminada      | eliminada      |                |
| Sheila Posada | eliminación por puntos 10000 m | –        | –  | –            | – | –            | – | No se presentó | No se presentó | No se presentó | No se presentó | No se presentó | No se presentó |
| Maite Ancín   | eliminación por puntos 10000 m | –        | –  | –            | – | –            | – | 1 Punto        | 8              | 8              |                |                |                |
| Sheila Posada | 15000 m eliminación            | –        | –  | –            | – | –            | – | No se presentó | No se presentó | No se presentó | No se presentó | No se presentó | No se presentó |
| Maite Ancín   | 15000 m eliminación            | –        | –  | –            | – | –            | – | eliminada      | eliminada      | eliminada      |                |                |                |
| Varonil       |                                |          |    |              |   |              |   |                |                |                |                |                |                |
| Patxi Peula   | 1000 m Sprint                  | –        | –  | 1:24,948 min | 2 | 1:23,005 min | 6 | eliminado      | eliminado      | eliminado      |                |                |                |
| Patxi Peula   | eliminación por puntos 10000 m | –        | –  | –            | – | –            | – | 1 Punto        | 9              | 9              |                |                |                |
| Patxi Peula   | 15000 m eliminación            | –        | –  | –            | – | –            | – | eliminado      | eliminado      | eliminado      |                |                |                |

#### Calle
| Atleta           | Categoría                      | Clasificación  | Clasificación  | Cuartos de final | Cuartos de final | Semifinal      | Semifinal      | Final          | Final          | Posición          |
| Atleta           | Categoría                      | Tiempo         | Posición       | Tiempo           | Posición         | Tiempo         | Posición       | Tiempo/Puntos  | Posición       | Posición          |
| ---------------- | ------------------------------ | -------------- | -------------- | ---------------- | ---------------- | -------------- | -------------- | -------------- | -------------- | ----------------- |
| Femenil          |                                |                |                |                  |                  |                |                |                |                |                   |
| Sheila Posada    | 200 m contrarreloj             | 20,022 s       | 17             | –                | –                | –              | –              | eliminada      | eliminada      | eliminada         |
| Sheila Posada    | 500 m Sprint                   | 53,746 s       | 2              | 47,871 s         | 2                | 47,185 s       | 4              | eliminada      | eliminada      | eliminada         |
| Sheila Posada    | eliminación por puntos 10000 m | –              | –              | –                | –                | –              | –              | 0 Puntos       | 16             | 16                |
| Maite Ancin      | eliminación por puntos 10000 m | –              | –              | –                | –                | –              | –              | 1 Punto        | 8              | 8                 |
| Sheila Posada    | 20000 m eliminación            | –              | –              | –                | –                | –              | –              | eliminada      | eliminada      | eliminada         |
| Maite Ancin      | 20000 m eliminación            | –              | –              | –                | –                | –              | –              | eliminada      | eliminada      | eliminada         |
| Varonil          |                                |                |                |                  |                  |                |                |                |                |                   |
| Ioseba Fernández | 200 m Contrarreloj             | 16,894 s       | 2              | –                | –                | –              | –              | 16,897 s       | 1              | Medalla de oro    |
| Ioseba Fernández | 500 m Sprint                   | no se presentó | no se presentó | no se presentó   | no se presentó   | no se presentó | no se presentó | no se presentó | no se presentó | no se presentó    |
| Patxi Peula      | eliminación por puntos 10000 m | –              | –              | –                | –                | –              | –              | 5 Puntos       | 3              | Medalla de bronce |
| Patxi Peula      | 20000 m eliminación            | –              | –              | –                | –                | –              | –              | 28:22,548 min  | 3              | Medalla de bronce |

### Remo bajo techo
| Femenil          |                    |            |    |
| Christina Gandía | 2000 m peso ligero | 7:30,8 min | 4  |
| Bárbara Taylor   | 500 m peso abierto | 1:45,4 min | 10 |

### Salvamento
| Atleta                                                                   | Categoría                         | Preliminares  | Preliminares  | Final          | Final          | Posición          |
| Atleta                                                                   | Categoría                         | Tiempo        | Posición      | Tiempo         | Posición       | Posición          |
| ------------------------------------------------------------------------ | --------------------------------- | ------------- | ------------- | -------------- | -------------- | ----------------- |
| Femenil                                                                  |                                   |               |               |                |                |                   |
| Antia García                                                             | 50 m cargando maniquí             | 37,66 s       | 5             | eliminada      | eliminada      | eliminada         |
| Nuria Payola                                                             | 50 m cargando maniquí             | 38.05 s       | 6             | eliminada      | eliminada      | eliminada         |
| Isabel Costa                                                             | 100 m con aletas cargando maniquí | 57.70 s       | 4             | eliminada      | eliminada      | eliminada         |
| Antia García                                                             | 100 m con aletas cargando maniquí | 54.43 s       | 2             | 54.01 s        | 5              | 5                 |
| Isabel Costa                                                             | 100 m con aletas jalando maniquí  | 1:01,92 min   | 2             | 1:01,04 min    | 6              | 6                 |
| Andrea Valenciano                                                        | 100 m con aletas jalando maniquí  | descalificada | descalificada | descalificada  | descalificada  | descalificada     |
| María Núñez                                                              | 200 m con obstáculos              | 2:17,55 min   | 6             | eliminada      | eliminada      | eliminada         |
| Nuria Payola                                                             | 200 m con obstáculos              | 2:14,77 min   | 4             | eliminada      | eliminada      | eliminada         |
| Isabel Costa                                                             | 200 m Súper salvavidas            | 2:38,16 min   | 5             | eliminada      | eliminada      | eliminada         |
| Andrea Valenciano                                                        | 200 m Súper salvavidas            | 2:31,84 min   | 4             | descalificada  | descalificada  | descalificada     |
| Nuria Payola Andrea Valenciano Antia García e Isabel Costa               | relevos 4 x 25 m con maniquí      | 1:28,21 min   | 4             | descalificadas | descalificadas | descalificadas    |
| Nuria Payola Andrea Valenciano Antia García y María Núñez                | relevos 4 × 50 m con obstáculos   | 1:58,43 min   | 5             | eliminadas     | eliminadas     | eliminadas        |
| Nuria Payola María Núñez Antia García e Isabel Costa                     | relevos 4 × 50 m combinados       | 1:45,78 min   | 3             | 1:46,00 min    | 7              | 7                 |
| Varonil                                                                  |                                   |               |               |                |                |                   |
| Eduardo Blasco                                                           | 50 m cargando maniquí             | 29,41 s       | 1             | 30,43 s        | 8              | 8                 |
| Carlos Perianez                                                          | 50 m cargando maniquí             | 31,74 s       | 4             | eliminado      | eliminado      | eliminado         |
| Javier Francisco Catalá                                                  | 100 m con aletas cargando maniquí | 47,20 s       | 2             | 47,20 s        | 7              | 7                 |
| Sergio Calderón                                                          | 100 m con aletas cargando maniquí | 48,48 s       | 5             | eliminado      | eliminado      | eliminado         |
| Javier Francisco Catalá                                                  | 100 m con aletas jalando maniquí  | 50,76 s       | 1             | descalificado  | descalificado  | descalificado     |
| Sergio Calderón                                                          | 100 m con aletas jalando maniquí  | 54,54 s       | 4             | eliminado      | eliminado      | eliminado         |
| Eduardo Blasco                                                           | 200 m con obstáculos              | 2:03,50 min   | 5             | eliminado      | eliminado      | eliminado         |
| José Víctor Carcia                                                       | 200 m con obstáculos              | 2:13,52 min   | 6             | eliminado      | eliminado      | eliminado         |
| José Víctor Carcia                                                       | 200 m Súper salvavidas            | 2:18,81 min   | 6             | eliminado      | eliminado      | eliminado         |
| Carlos Perianez                                                          | 200 m Súper salvavidas            | 2:19,85 min   | 5             | eliminado      | eliminado      | eliminado         |
| Eduardo Blasco José Víctor Carcia Carlos Perianez y Sergio Calderón      | Relevos 4 x 25 m con maniquí      | 1:09,42 min   | 3             | 1:07,30 min    | 3              | Medalla de bronce |
| Eduardo Blasco Francisco Javier Catalá Carlos Perianez y Sergio Calderón | Relevos 4 x 50 m con obstáculos   | 1:43,66 min   | 4             | eliminados     | eliminados     | eliminados        |
| Eduardo Blasco Francisco Javier Catalá Carlos Perianez y Sergio Calderón | Relevos 4 × 50 m combinado        | 1:33,41 min   | 3             | 1:32,49 min    | 6              | 6                 |

### Squash
| Femenil        |                  |     |           |           |           |           |           |           |           |           |           |
| Cristina Gómez | Samantha Terán # | 1:3 | eliminada | eliminada | eliminada | eliminada | eliminada | eliminada | eliminada | eliminada | eliminada |

### Tiro con arco
| Femenil                |                      |     |    |                      |         |                  |         |           |           |                |           |                   |           |           |
| Andrea Marcos          | Compuesto individual | 685 | 19 | # Mariia Vinogradova | 146:140 | # Linda Ochoa    | 143:148 | eliminada | eliminada | eliminada      | eliminada | eliminada         | eliminada | eliminada |
| Varonil                |                      |     |    |                      |         |                  |         |           |           |                |           |                   |           |           |
| David García Fernández | Arco simple          | 348 | 1  | -                    | -       | -                | -       | -         | -         | # Istvan Kakas | 43:46     | # Martin Ottosson | 51:53     | 4         |
| Alberto Blazquez       | Compuesto individual | 700 | 17 | # Danie Oosthuizen   | 142:139 | # Stephan Hansen | 147:149 | Eliminado | Eliminado | Eliminado      | Eliminado | Eliminado         | Eliminado | Eliminado |